# 若菜三良
若菜 三良（わかな さぶろう、1903年（明治36年）6月26日 - 1963年（昭和38年）11月9日）は、日本の経営者。そごう社長を務めた。

## 来歴・人物
千葉県出身。1927年（昭和2年）京都帝国大学経済学部を卒業後に、野村銀行（大和銀行を経て、現在のりそな銀行）に入行した。1949年に取締役、1954年11月に常務を経て、1958年4月にそごう副社長に就任し、1960年12月から1961年10月まで社長を務めた。
1963年（昭和38年）11月9日に冠動脈不全のため死去した。60歳没。